# Tōru Takemitsu
Tōru Takemitsu (武満 徹 Takemitsu Tōru, Tokio, 8 de octubre de 1930 - Tokio, 20 de febrero de 1996) fue un compositor e intérprete conocido por explorar los principios de la composición musical propios de la música clásica occidental y la tradición musical japonesa. Tanto por separado como en combinación.
De formación autodidacta se le considera una influyente personalidad en la música de su país. Obtuvo amplio reconocimiento y difusión también en Occidente como compositor de música electrónica y experimental, de música clásica y de bandas sonoras para películas como Seppuku de Masaki Kobayashi (1962), Ai no Bōrei de Nagisa Ōshima (1977), Ran de Akira Kurosawa (1985) o Rising Sun dirigida por Philip Kaufman (1993).
En su trayectoria obtuvo 17 galardones, incluidos los otorgados por la Academia Japonesa de Cine (en 1978, 1979, 1986, 1987, 1990 y 1996), además del Premio Grawemeyer de composición (1994) y, póstumamente, el IV Premio Glenn Gould (1996).

## Biografía
Nacido en Tokio Takemitsu se interesó en un principio por la música clásica occidental en los tiempos de la Segunda Guerra Mundial. Oía música occidental en una emisora de radio militar estadounidense mientras se recuperaba de una larga enfermedad. También escuchaba jazz proveniente de la amplia colección fonográfica de su padre.
Takemitsu fue básicamente autodidacta en música aunque fue muy influido por la música clásica francesa, en particular por la de Claude Debussy (1862-1912) y Olivier Messiaen (1908-1992). En 1951 fundó Jikken Kōbō ("Taller experimental"), un grupo de artistas que dio a conocer la obra de muchos compositores europeos contemporáneos a la audiencia japonesa. De carácter interdisciplinario, entre sus integrantes se encontraban pintores, grabadores, poetas, ingenieros y compositores como Kazuo Fukushima (n. 1930), Keijirō Satō (1927–2009), Hiroyoshi Suzuki (1931–2006) o Jōji Yuasa (n. 1929).
Al principio Takemitsu se interesó poco por la música tradicional japonesa pero luego incorporó instrumentos japoneses, tales como el shakuhachi (una especie de flauta de bambú), a la orquesta. Su obra November Steps (1967), para shakuhachi, biwa (un tipo de laúd japonés) y orquesta fue la primera pieza filarmónica en la que se combinaron instrumentos occidentales y orientales. Su In an Autumn Garden (1973-79) fue escrito para el tipo de orquesta que hubiera tocado gagaku (música tradicional de la corte imperial japonesa). Obras como Eclipse (1966) para shakuhachi y biwa, Voyage (1973), para tres biwas, pueden mencionarse como piezas que decididamente se derivan de los géneros tradicionales.
Takemitsu llamó por primera vez la atención de amplias audiencias con su Requiem para orquesta de cuerda (1957) que fue accidentalmente oído y alabado por Ígor Stravinski en 1959. Un día en que se pretendía que Stravinski escuchara unas cintas grabadas con música de compositores japoneses, pusieron en escucha, por error, la cara contraria de una cinta en la que se había grabado el Requiem de Takemitsu. Intentaron enmendar el error, pero Stravinski no lo permitió hasta completar la escucha, y terminó admirando en público la obra de Takemitsu.
La obra de Takemitsu incluye la pieza para orquesta A Flock Descends Into the Pentagonal Garden (1977), Riverrun para piano y orquesta (1984), cuyo título es la primera palabra del Finnegans Wake de James Joyce, y el cuarteto de cuerda A way a Lone (1981), otra pieza inspirada por la lectura de Finnegans Wake. En 1981 rehízo su Toward the Sea (para flauta y guitarra) dos veces más, una para flauta, arpa y orquesta de cuerda y luego para flauta y arpa. Entre su música de cámara merecen mencionarse Distance de Fee (1951) para violín y piano, y Between tides, para violín, violonchelo y piano. Joyas de la música para piano como Rain tree sketch (1982), Rain Tree Sketch II (1992), Les Yeux Clos (1979) y Les Yeux Clos II (1988) son consideradas entre las mejores piezas para el instrumento escritas en el siglo XX. 
También compuso música electroacústica y cerca de cien bandas sonoras para películas de cine japonés entre las que se incluyen las de las películas Suna no onna (1964), en inglés Woman in the Dunes, de Hiroshi Teshigahara, Ran (1985) de Akira Kurosawa y Kuroi ame (1989), en inglés Black Rain, de Shohei Imamura. Su primera partitura fue para Ginrin de Toshio Matsumoto. Su música para cine está profundamente enraizada en el concepto de que una nueva película necesita un nuevo color sonoro y tiene tanto que ver con obtener nuevos sonidos de la película como con que nuevos sonidos entren a formar parte de la película.
Algunos de los conceptos formales en la música de Takemitsu dependen profundamente de su imaginería visual, basada en la pintura, los sueños y su visión del tradicional jardín japonés, sobre el que escribió abundantemente.
Tōru Takemitsu murió en Tokio el 20 de febrero de 1996. 
En 1994 le fue otorgado el Premio Grawemeyer de Composición por la obra Fantasma/Cantos, para clarinete y orquesta. Fue premiado a título póstumo con el cuarto premio Glenn Gould en otoño de 1996.

## Citas
"El compositor no debería preocuparse por mezclar instrumentos tradicionales japoneses con la orquesta sinfónica occidental. Por el contrario, contraponiendo la biwa y el shakuhachi a la orquesta, debería vivificar la extrañeza del sonido que es única para estos instrumentos." "Ante todo, debes escuchar totalmente, abrir del todo tus oídos a lo que oyes. Antes de mucho tiempo, entenderás las aspiraciones de los propios sonidos." 
"Se ha demostrado que los delfines se comunican no con sus juguetonas voces, sino con los variados intervalos de silencio entre los sonidos que emiten -un descubrimiento que induce a pensar-."
"Soy muy feliz por tener amigos que siento cercanos incluso si están lejos. ¿Por qué a veces trato de expresar una profunda impresión cuando la naturaleza me conmueve? Porque pienso en seres humanos reflejados en esas escenas, en lugar de en las propias escenas. Todo ello está en mi música."
"El nacionalismo nos impide resolver numerosos problemas que padece el mundo de hoy. Se repiten guerras y conflictos. Para encontrar un camino fuera de esto, cada uno de nosotros debería tratar de vivir una vida que no dependa de actividades políticas o militares."
"Un sonido es, sin duda, algo vivo. Es como la naturaleza, que no tiene individualidad. Igual que las transformaciones de viento y agua son complejas, un sonido se hace rico o incluso pobre. Eso depende de cómo nuestras sensibilidades acepten el sonido. Nosotros los compositores no deberíamos asumir una actitud arrogante frente al sonido, porque escribimos música en colaboración con sonidos. Lo que importa es cómo podemos hacer realmente natural el acto artificial de escribir música."
"Cada vez que se añaden notas a una música en contra de sus expectativas, su deseo de comunicación se desvanece."
"Me resulta embarazoso cuando me dicen en países extranjeros «¿Por qué escribes música occidental aunque seas japonés?» Son preguntas similares a cuando los japoneses dicen: «Los extranjeros no pueden entender el teatro Noh». Algunos japoneses, sin embargo, no entienden el teatro Noh. Es más, montones de franceses no entienden a Debussy. Lo que importa es: ¿qué es comprender? Por ejemplo, escuchando a Brahms, un alemán y yo podemos entender cosas diferentes, pero cada uno es conmovido en su propia manera. Incluso en esta sociedad de información hay muchos malentendidos entre japoneses y extranjeros, pero no hay por qué tomarlo como algo negativo. Deberíamos ver las diferencias entre cada uno como naturales y susceptibles de ser solventadas por gente de buena voluntad."
"Por supuesto no puedo ser indiferente como compositor a la cultura tradicional de nuestro país. Pero me reconozco como un ciudadano de la escena musical mundial, más que como compositor japonés. Trato de pensar sobre problemas del hoy a través de la música como forma de representación."
"En muchas de sus obras [de otros compositores japoneses] se usan instrumentos tradicionales japoneses. Entiendo su deseo de identidad firme en música a través del uso de esos instrumentos. Pero cuando me enfrento a estas actitudes me impaciento: siento como si estuviera vagando por un callejón sin salida. Es la otredad más que la identidad lo que debemos encontrar en nosotros mismos. Si no, ¿Por qué usar elementos occidentales? Si observamos Japón, debemos hacerlo desde un punto de vista relativo. Debemos ver a Brahms o Wagner desde puntos de vista relativos. Por suerte, esto podemos hacerlo." 
"Es natural que tratemos de admirar y proteger la cultura única que ha desarrollado nuestro pueblo. Así que también deberíamos tener comprensión y admiración por otras culturas. Lo que más necesitamos son ojos con los que podamos ver cada cultura o tradición desde un punto de vista relativo. Y deberíamos estar orgullosos de que cada estilo de vida pueda cambiar de alguna forma el destino de este planeta."
"Debemos pasar mucho tiempo entendiendo cada cultura. Y parece un tiempo casi infinito. Por lo tanto, más que resolver la contradicción que hay en mi mente, preferiría pasar mucho tiempo haciéndola mayor, y sostenerla hasta que se convierta en mi personal forma de representación."
"No es bueno decorar imágenes con mucha música [hablando de música de cine] cuando las propias imágenes tienen suficiente contenido como para despertar intensamente la imaginación de la audiencia. Pongo música para que la audiencia escuche los sonidos puros que existen con naturalidad en la película. Creo que es más importante eliminar música de las películas que añadírsela."
"Los sonidos vendrán del silencio. Un sonido siempre confronta el silencio."
"Mi música está muy influida por la tradición japonesa, especialmente el jardín japonés, en color, espacio y forma. Al mismo tiempo está muy influida por Messiaen, Debussy y Schönberg -quizá más que por el jardín japonés- ... Cuando uso instrumentos japoneses, la gente dice: «¡Oh, muy japonés!». Algunas veces es muy duro para mí. En esos casos me gusta hacer otras cosas. Amo escribir mi propia música, y la música debería ser muy poderosa."

## Grabaciones
- TAKEMITSU A Flock Descends into the Pentagonal Garden -Spirit Garden- -Dreamtime- (NAXOS 8.557760, Bournemouth Symphony Orchestra -Marin Alsop-)
- TAKEMITSU Spirit Garden / Orchestral works (BRILLIANT CLASSICS 8188, Tokyo Metropolitan Symphony Orchestra -Hiroshi Wakasugi y Ryusuke Numajiri-)
- Duo Imbesi Zangarà, Noir Love – Takemitsu for Guitar Duo  performed by Carmelo Imbesi e Carmen Zangarà, Classical Music 3.0, (2021)

## Composiciones destacadas
| Obras orquestales - Requiem for String Orchestra (1957) - Music of Tree (1961) - The Dorian Horizon (1966) - Green (1967) - Winter (1971) - A Flock Descends into the Pentagonal Garden (1977) - A Way A Lone II for string orchestra (version of A Way a Lone for string quartet) - Dreamtime (1981) - Rain Coming for chamber orchestra (1982) - Dream/Window (1985) - Twill by Twilight—In Memory of Morton Feldman (1988) - Tree Line for chamber orchestra (1988) - Visions (1990) I Mystère II Les yeux clos - How slow the Wind (1991) - Archipelago S. for 21 players (1993) Obras para solistas y orquesta - Scene: for cello and string orchestra (1958) - Arc Part I for piano and orchestra (1963–1966/1976) I Pile (1963) II Solitude (1966) III Your love and the crossing (1963) - Arc Part II for piano and orchestra (1964–1966/1976) I Textures (1964) II Reflection (1966) III Coda ... Shall begin from the end (1966) - November Steps for biwa, shakuhachi and orchestra (1967) - Asterism for piano and orchestra (1967) - Eucalypts I for flute, oboe, harp and string orchestra (1970) - Autumn for biwa, shakuhachi and orchestra (1973) - Quatrain for clarinet, violin, cello, piano and orchestra (1975) - Far calls. Coming, far! for violin and orchestra (1980) - Toward the Sea II for alto flute, harp and string orchestra (version of Toward the Sea for alto flute and guitar (1981)) - To the Edge of Dream for guitar and orchestra (1983) - Orion and Pleiades for cello and orchestra (1984) - riverrun for piano and orchestra (1984) - I Hear the Water Dreaming for flute and orchestra (1987) - Nostalghia—In Memory of Andrei Tarkovsky for violin and string orchestra (1987) - A String Around Autumn for viola and orchestra (1989) - From Me Flows What You Call Time for five percussionists and orchestra (1990) - Fantasma/Cantos for clarinet and orchestra (1991), winner of the Grawemeyer Award for Music Composition. - Quotation of Dream for two pianos and orchestra (1991) - Fantasma/Cantos II for trombone and orchestra (1994) Música electrónica - Static Relief, magnetic tape (1955) - Vocalism A・I, magnetic tape (1956) - Water Music (1960) - Kwaidan (1964) | Música de cámara - Le Son Calligraphé I–III for four violins, two violas and two cellos (1958–1960) - Ring for flute, terz guitar and lute (1961) - Corona II for string(s) graphic work in collaboration with Kōhei Sugiura (1962) - Arc for Strings graphic work (1963) - Valeria for violin, cello, guitar, electric organ and two piccolos (1965) - Eucalypts II for flute, oboe and harp (1971) - In an Autumn Garden for gagaku orchestra (1973/1979) - Garden Rain for brass ensemble (1974) - Waves for clarinet, horn, two trombones and bass drum (1976) - Quatrain II for clarinet, violin, cello and piano (1977) - A Way a Lone for string quartet (1981) - Rocking Mirror Daybreak for violin duo (1983) - Signals from Heaven—two antiphonal fanfares for two brass groups (1987) I Day Signal II Night Signal - And then I knew 'twas Wind for flute, viola and harp (1992) Obras para piano - Romance (1949) - Lento in Due Movimenti (1950, unpublished/original lost—rewritten as Litany, 1989) - Piano Distance (1961) - Corona for pianist(s) graphic score (in collaboration with Kōhei Sugiura, 1962) - Crossing graphic score (in collaboration with Kōhei Sugiura, 1962) - For Away (1973) - Les yeux clos (1979) - Rain Tree Sketch (1982) - Litany—In Memory of Michael Vyner recomposition of Lento in Due Movimenti (1950/1989) - Rain Tree Sketch II—In Memoriam Olivier Messiaen (1992) Guitarra - Folios (1974) - 12 Songs for Guitar (1974, 1977) - The Last Waltz (1983) - A Boy Named HIROSHIMA (1987) - All in Twilight – Four pieces for guitar - written for Julian Bream (1987) - Bad Boy (1961, 1992) - A Pieces for guitar – For the 60th birthday of Sylvano Bussotti - (1991) - Equinox (1993) - In the Woods – Three pieces for guitar - (1995) Música para películas - Pitfall (Otoshiana), dir. Hiroshi Teshigahara (1962) - Harakiri, dir. Masaki Kobayashi (1962) - Woman in the Dunes, dir. Hiroshi Teshigahara (1964) - Kaidan, dir. Masaki Kobayashi (1964) - Assassination, dir. Masahiro Shinoda (1964) - The Woman in the Dunes (1964) - The Face of Another, dir. Hiroshi Teshigahara (1966) - Samurai Rebellion, dir. Masaki Kobayashi (1967) - Double Suicide, dir. Masahiro Shinoda (1969) - Dodesukaden, dir. Akira Kurosawa (1970) - Empire of Passion, dir. Nagisa Oshima (1978) - Ran, dir. Akira Kurosawa (1985) - Black Rain, dir. Shohei Imamura (1989) - Rising Sun, dir. Philip Kaufman (1993) Otros instrumentos - Masque, for two flutes (1959, 1960) - Eclipse, for biwa and shakuhachi (1966) - Voice, (1971) - Itinerant—In Memory of Isamu Noguchi, (1989) - Paths, for solo trumpet (1994) - Air (1995, last published work) |